# Derek Forbort
Derek Forbort, född 4 mars 1992, är en amerikansk professionell ishockeyback som spelar för Boston Bruins i NHL.
Han har tidigare spelat för Los Angeles Kings, Calgary Flames och Winnipeg Jets i NHL; Manchester Monarchs; Ontario Reign och Providence Bruins i AHL; North Dakota Fighting Sioux/Varsity Athletics i NCAA samt Team USA i USHL och NAHL.
Forbort draftades av Los Angeles Kings i första rundan i 2010 års draft som 15:e spelare totalt.

## Statistik
| 2007–2008   | Duluth East Greyhounds         |             | —   | 2  | 12 | 14 | —   | —  | — | — | — | —  |
| 2008–2009   | Duluth East Greyhounds         |             | 22  | 4  | 14 | 18 | 28  | 3  | 2 | 4 | 6 | 4  |
|             | U.S. National U17 Team         |             | 9   | 1  | 5  | 6  | 10  | —  | — | — | — | —  |
|             | Team USA                       | NAHL        | 2   | 0  | 1  | 1  | 6   | —  | — | — | — | —  |
| 2009–2010   | Team USA                       | USHL        | 26  | 4  | 10 | 14 | 26  | —  | — | — | — | —  |
|             | U.S. National U18 Team         |             | 65  | 5  | 23 | 29 | 46  | —  | — | — | — | —  |
| 2010–2011   | North Dakota Fighting Sioux    | NCAA        | 38  | 0  | 15 | 15 | 26  | —  | — | — | — | —  |
| 2011–2012   | North Dakota Fighting Sioux    | NCAA        | 35  | 2  | 11 | 13 | 28  | —  | — | — | — | —  |
| 2012–2013   | North Dakota Varsity Athletics | NCAA        | 42  | 4  | 13 | 17 | 22  | —  | — | — | — | —  |
|             | Manchester Monarchs            | AHL         | 6   | 0  | 1  | 1  | 0   | 4  | 0 | 0 | 0 | 4  |
| 2013–2014   | Manchester Monarchs            | AHL         | 74  | 1  | 16 | 17 | 42  | 3  | 0 | 0 | 0 | 0  |
| 2014–2015   | Manchester Monarchs            | AHL         | 67  | 4  | 11 | 15 | 52  | 19 | 0 | 6 | 6 | 12 |
| 2015–2016   | Los Angeles Kings              | NHL         | 14  | 1  | 1  | 2  | 17  | —  | — | — | — | —  |
|             | Ontario Reign                  | AHL         | 40  | 2  | 8  | 10 | 40  | 13 | 0 | 2 | 2 | 0  |
| 2016–2017   | Los Angeles Kings              | NHL         | 82  | 2  | 16 | 18 | 54  | —  | — | — | — | —  |
| 2017–2018   | Los Angeles Kings              | NHL         | 78  | 1  | 17 | 18 | 49  | —  | — | — | — | —  |
| 2018–2019   | Los Angeles Kings              | NHL         | 81  | 2  | 12 | 14 | 52  | —  | — | — | — | —  |
| 2019–2020   | Los Angeles Kings              | NHL         | 13  | 0  | 1  | 1  | 4   | —  | — | — | — | —  |
|             | Ontario Reign                  | AHL         | 5   | 1  | 0  | 1  | 5   | —  | — | — | — | —  |
|             | Calgary Flames                 | NHL         | 7   | 0  | 0  | 0  | 0   | 10 | 1 | 1 | 2 | 2  |
| 2020–2021   | Winnipeg Jets                  | NHL         | 56  | 2  | 10 | 12 | 35  | 8  | 1 | 0 | 1 | 0  |
| 2021–2022   | Boston Bruins                  | NHL         | 76  | 4  | 10 | 14 | 48  | 7  | 1 | 0 | 1 | 12 |
| 2022–2023   | Boston Bruins                  | NHL         | 54  | 5  | 7  | 12 | 23  | 7  | 0 | 1 | 1 | 21 |
| 2023–2024   | Boston Bruins                  | NHL         | 35  | 0  | 4  | 4  | 17  | 3  | 0 | 0 | 0 | 0  |
|             | Providence Bruins              | AHL         | 2   | 0  | 0  | 0  | 2   | —  | — | — | — | —  |
| NHL totalt  | NHL totalt                     | NHL totalt  | 496 | 17 | 78 | 95 | 299 | 35 | 3 | 2 | 5 | 33 |
| AHL totalt  | AHL totalt                     | AHL totalt  | 194 | 8  | 36 | 44 | 141 | 39 | 0 | 8 | 8 | 16 |
| NCAA totalt | NCAA totalt                    | NCAA totalt | 115 | 6  | 39 | 45 | 76  | —  | — | — | — | —  |

### Internationellt
| Källa: Uppdaterad: 2019-04-08 | Källa: Uppdaterad: 2019-04-08 | Källa: Uppdaterad: 2019-04-08 |         | Utv = Utvisningsminuter | Utv = Utvisningsminuter | Utv = Utvisningsminuter | Utv = Utvisningsminuter | Utv = Utvisningsminuter |
| År                            | Lag                           | Mästerskap                    | Matcher | Mål                     | Assists                 | Poäng                   | Utv                     |                         |
| ----------------------------- | ----------------------------- | ----------------------------- | ------- | ----------------------- | ----------------------- | ----------------------- | ----------------------- | ----------------------- |
| 2010                          | USA                           | U18                           | 7       | 0                       | 2                       | 2                       | 6                       |                         |
| 2011                          | USA                           | JVM                           | 6       | 0                       | 0                       | 0                       | 0                       |                         |
| 2012                          | USA                           | JVM                           | 3       | 0                       | 2                       | 2                       | 0                       |                         |
| Junior totalt                 | Junior totalt                 | Junior totalt                 | 16      | 0                       | 4                       | 4                       | 6                       |                         |